# 佐久間祥朗
佐久間 祥朗（さくま よしろう、1998年1月8日 - ）は、日本の俳優。東京都出身。ステッカー所属。

## 来歴・人物
1998年1月8日、東京都生まれ。高校時代から古着を好み各地域のリサイクルショップを巡っていた。
本人曰く根明ではあるが人に壁を作ってしまうと言う。初めての彼女は中学一年生の時。
比較的明るい性格と掲載。20歳のときにファッションスタイリストを志すも、撮影中のモデルを見ていくうちに芸能界に憧れを抱き退職。現在に至る。

俳優デビュー作は連続ドラマW「イアリー 見えない顔」第2話（2018年8月11日WOWOW）

## 出演

### テレビドラマ
- 連続ドラマW「イアリー 見えない顔」第2話（2018年8月11日、WOWOW）
- ダイアリー（2018年9月9日 - 30日、NHK BSプレミアム） - 片瀬義一 役
- ホームルーム（2020年1月24日 - 3月27日、MBS）
- 2021年4/18 NTV『ネメシス』（入江悠監督）2話
- 相棒 season21 第13話「椿二輪」（2023年1月18日、テレビ朝日） - 梅田剛 役
- 転職の魔王様 第3話（2023年7月31日、関西テレビ・フジテレビ） - 三田 役
- 沼オトコと沼落ちオンナのmidnight call 〜寝不足の原因は自分にある。〜 第2話「不器用沼」（2023年9月6日、テレビ東京） -  黒川大和 役
- 時をかけるな、恋人たち 第3話「令和ホストに本気で恋した未来人」（2023年10月24日、関西テレビ・フジテレビ）
- 痛ぶる恋の、ようなもの（2024年3月8日 - 29日、テレビ東京） - 山内琢磨 役[2]

### 配信ドラマ
- 湘南純愛組! 第4話（2020年2月28日 - 、Amazonプライム・ビデオ） - ヤンキー 役
- 今日も浮つく、あなたは燃える（2022年12月28日、BUMP） - 杉元 役[3][4]
- あの頃の私たち （2023年5月29日、BUMP）− 新田キョウヘイ 役
- 職場ギャンブラー（2025年4月30日配信予定、UniReel） - ウルフ 役[5]
- ハイスペ弁護士との同居生活は最低で最高です。（2025年配信予定、BUMP） - 宇佐美涼 役[6]

### 映画
- のぼる小寺さん（2020年7月3日） - 水谷 役
- 2021年公開予定 『衝動』（土井笑生監督・脚本）肥田役
- 2021年9月公開予定  『由宇子の天秤』（春本雄二郎監督）ヨシオ役
- 2020年公開予定  日本大学藝術学部 卒業制作『寛容は弱さの証』（福田智幸監督）佐藤友二役
- サマーフィルムにのって（2021年公開予定）
- 2021年公開予定  自主映画『そして人は愛を探す』（村本晃来監督）主演・壮志役
- 『ミューズは溺れない』（2022年、淺雄望 監督・脚本）
- 2023年7月7日全国公開 『遠いところ』 （工藤将亮 監督・脚本）マサヤ役

### MV
- 2023年8/30 bocchi『夜行列車』（木崎竣監督）主演
- 2023年5/18　Age Factory「Party night in summer dream」主演
- 2021年12/20 SEKAI NO OWARI『Diary』主演
- 2021年11/12 ビッケブランカ　『北斗七星』主演
- 2021年10/25 ayutthya 『そうでもない』主演
- 2021年7/14 the quiet room 『(168)日のサマー』（加藤マニ監督）
- 2021年5/5  WurtS『分かってないよ』（倉本雷大監督）主演
- 2021年2/17  indigo la End『夜の恋は』（内山拓也監督）主演
- 2021年2/10  ビッケブランカ『ポニーテイル』（加藤マニ監督）桜井日奈子主演
- 2020年8/19  センチミリメンタル『僕らだけの主題歌』（倉本雷大監督）
- 2019年9/27  ALEXANDROS『月色ホライズン』（新保拓人監督）主演

### CM
- 2018年5/5〜2クール TVCM　LINE MUSIC 『片想い篇』
- 2020年12/25〜  TVCM　Honda『N-BOX』TVCM「N-BOXと過ごそう」篇
- 2020年9/3〜  webCM　BROS by WACOAL MEN
- 2022年1月〜 TVCM LIFULL HOME’S みんなちがうから、みんなちがう住まい探しを。「コスパ魔王」篇

### 広告
- 2018年5月 JINS『sunglasses collection 2018ss 100Look』モデル
- 2020年12/22〜  学校法人日本教育財団『未来創造展』キービジュアル（写真家：小見山峻）
- 2021年2/28〜  『U-JIN KAIBO』アパレルモデル（フォトグラファー：山口謙吾）
- 2022年8月8日〜 シーブリーズ×江ノ電120周年記念広告（写真家：小見山峻）